# Afer Martin Guèrra
L'afer Martin Guèrra (Martin Guerre en grafia occitana no normalitzada o en francès) va ser un procés penal d'usurpació d'identitat, jutjat a Tolosa de Llenguadoc el 1560. L'excepcionalitat del cas i el sorprenent desenvolupament del procés penal van despertar un gran interès entre els contemporanis que ha perdurat en la memòria fins avui.
Martin Guèrra, un pagès d'Artigat, al comtat de Foix, que havia deixat el seu poble i la seva família, va presentar una queixa contra Arnaud del Tilh, per haver-li usurpat la identitat durant quatre anys, enganyant presumptivament, fins i tot, la seva esposa, Bertranda de Rols. Després d'un llarg i complex procés legal, Arnaud del Tilh va ser declarat finalment culpable i condemnat a mort. Va ser penjat i, segons les versions, van cremar-ne després també el cos.
El 1561, Joan de Coras, un dels magistrats instructors del cas, va publicar-ne la història i l'obra va gaudir de nombroses reedicions posteriors. El llibre de la historiadora Natalie Zemon Davis, del qual hi ha una traducció en català, està basat en l'escrit de Joan de Coras.
Alexandre Dumas evoca la història de Martin Guèrra a la novel·la històrica Les Deux Diane (1846) i Daniel Vigne en va fer una versió cinematogràfica, Le Retour de Martin Guerre, estrenada el 1982. Per la seva banda, Sommersby és un remake nord-americà d'aquest film francès inspirat també en l'afer Martin Guèrra.

## Els esdeveniments

### Martin Guèrra abans de deixar Artigat
Martin Aguirre (o Agerre/Daguerre), fill gran de Sanxi Aguirre, va néixer cap a l'any 1524 a la ciutat d'Hendaia, a Iparralde. El 1527, la seva família va abandonar la costa atlàntica i es va instal·lar al poble ariejès d'Artigat, on es van canviar de nom al de Guèrra, adoptant els usos del Llenguadoc. La família va comprar terres i van engegar un negoci de fabricació de teules, una professió que ja practicaven a Hendaia.
El 1538 o el 1539, quan Martin Guèrra tenia catorze anys, es va casar amb Bertranda de Rols, filla d'una família rica. Malgrat el "despertar", una beguda aromàtica a base d'herbes que molt probablement els van administrar segons els costums de la regió, la nit de casament no van concebre cap fill i així va ser durant molt de temps. Per culpa d'aquesta desgràcia, probablement causada per la jove edat dels casats, va corre la creença que la parella tenia un malefici. La seva unió, tanmateix, va donar finalment un fill després de vuit anys de matrimoni, que van anomenar Sanxi. Tot i que Martin Guèrra probablement tingués ja l'edat de la pubertat, el seu matrimoni no hauria hagut de ser vàlid des del punt de vista del dret canònic.
El 1548, a l'edat de 24 anys, van acusar Martin de robar gra al seu pare, furt que probablement reflectia una lluita de poder existent entre els dos hereus de la família. A causa d'aquest crim, greu segons el codi basc, Martin Guèrra decideix abandonar Artigat i la seva família. Bertranda, de 22 anys, va refusar llavors els consells insistents dels seus pares, que volien tornar a casar-la.

### L'aparició del nou Martin
Durant l'estiu de 1556, va arribar un home a Artigat que afirmava ser Martin Guèrra. S'assemblava molt a ell i coneixia molts detalls de la seva vida, per la qual cosa va convènçer a la majoria dels veïns del poble, inclosos el seu oncle Peire Guèrra, les seves quatre germanes i a Bertranda, que es tractava realment de l'home en qüestió.
El nou Martin Guèrra va viure tres anys amb Bertranda i el seu fill. En el transcurs d'aquest temps van tenir dues filles, una de les quals, Bernarda, va sobreviure. El nou Martin va reivindicar a més l'herència del pare, que havia mort durant la seva absència, i fins i tot inicia un procediment civil, el 1558 o 1559, davant el jutge de Rius contra el seu oncle, que, administrador de la propietat en la seva absència, es negava a retornar-li i a retre comptes.
A partir de llavors, Peire Guèrra, que s'havia casat amb la mare vídua de Bertranda durant l'absència de Martin, va tornar a sospitar sobre la veritable identitat d'aquell home. Ell i la seva dona intenten convèncer a Bertranda de la falsedat i la necessitat d'iniciar una demanda contra Martin. Davant de la negativa de Bertranda, Peire Guèrra intenta convèncer el seu entorn i, fins i tot, proposa al seu amic Joan Loze d'assassinar el presumpte impostor, però ell s'hi nega. Per contra Martin no estava sol, ja que a part de la seva dona Bertranda, les seves germanes també van defensar-lo. Al poble, l'opinió es va dividir.
El 1559, un soldat desmobilitzat que passava per Artigat va declarar que el veritable Martín havia perdut una cama a la guerra durant el setge de Sant Quintí, cosa que va posar encara més llenya al foc. Davant de tot plegat, Peire intenta matar l'impositor, però Bertranda ho impedeix.
Aquell mateix any, Joan d'Escornebeuf, senyor de Lanós, va acusar Martin d'haver provocat un incendi i el va fer empresonar a Tolosa per ordre del senescal. Escornebeuf, que va ser el primer noble a comprar una terra a Artigat, afegeix a la seva queixa, a proposta de Peire Guèrra, que el pres a més "havia usurpat el llit matrimonial d'un altre home". Tanmateix Bertranda va seguir donant suport al seu marit i aquest és finalment absolt.
Mentrestant, Peire Guèrra va seguir investigant per la zona fins que finalment creu haver trobat la veritable identitat de l'impostor: Arnaud del Tilh, un home de dubtosa reputació del poble proper de Sajàs. Peire llavors va iniciar un nou judici, afirmant que ho feia en nom de Bertranda, que tan ell com la mare de la noia l'havien pressionat i obligat a acusar el seu marit.

### El procés de Rius
El 1560 es va obrir el judici a Rius, actual departament de l'Alta Garona. En el seu testimoni, probablement intentant defensar l'home amb el qual vivia en aquell moment, Bertranda va declarar que pensava honestament que l'home amb qui vivia era el seu marit real. Fins i tot, els presumptes cònjuges expliquen per separat detalls idèntics sobre la seva vida íntima anterior al 1548. En un moment del judici el pretès Martin desafia la seva dona i li diu que si està disposada a jurar que ell no és el seu veritable marit, estava disposada també a acceptar que l'executarien, amb la qual cosa Bertranda no sap que dir i roman en silenci.
Després d'escoltar més de 150 testimonis, alguns dels quals van reconèixer Martin (incloent les seves quatre germanes), altres que van reconèixer Arnaud del Tilh i altres persones que es van negar simplement a pronunciar-se, el Tribunal va acabar declarant que l'acusat era culpable de la usurpació del nom i de la persona de Martin Guèrra i de violació de la confiança de Bertranda de Rols.

### Apel·lació a Tolosa

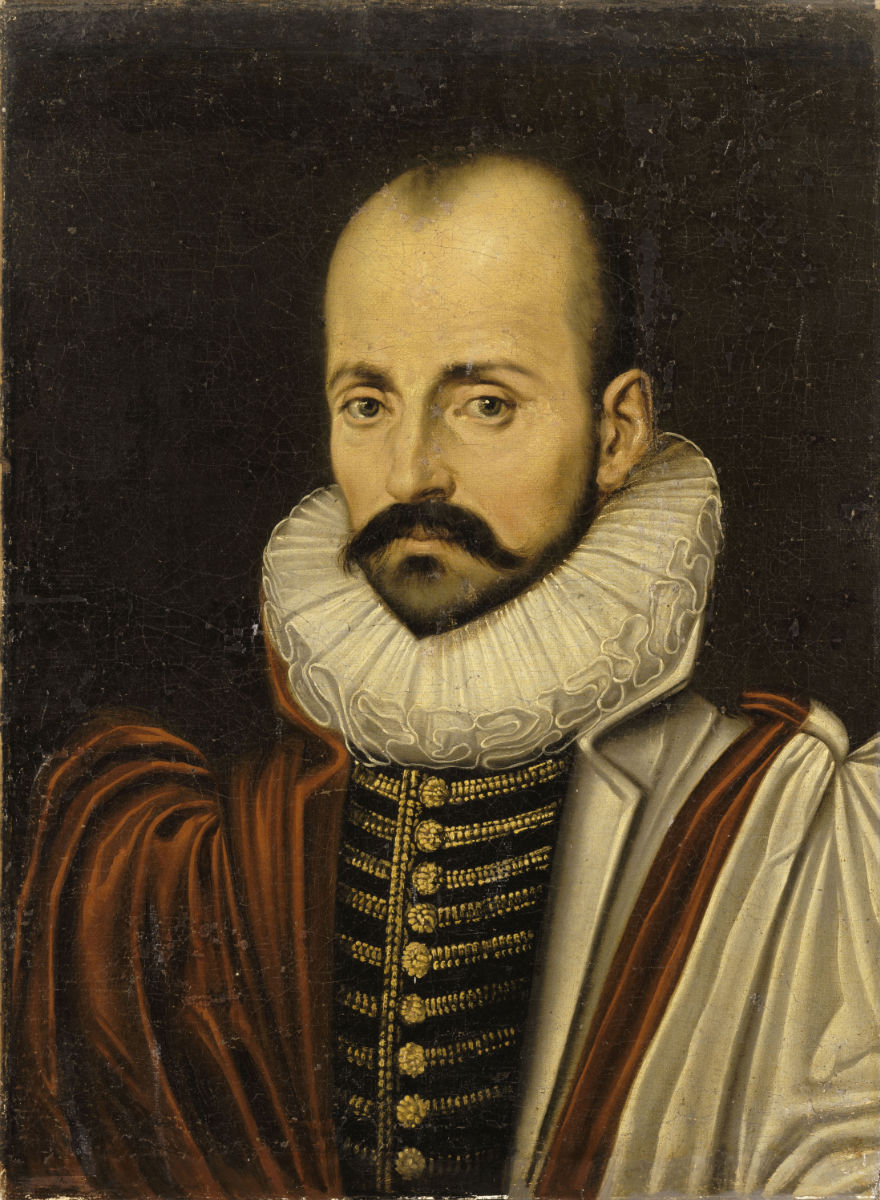
Montaigne va ser present al judici de Tolosa.

L'acusat va apel·lar immediatament al Parlament de Tolosa. Com a conseqüència Bertranda i Peire Guèrra van ser arrestats: ella per un possible adulteri i Peire per un possible crim de falses acusacions i perjuri. Martin va defensar la seva innocència amb eloqüència davant de la cambra penal, composta per un grup de deu o onze regidors i dos o tres presidents, que incloïa a Joan de Coras, Miquèl del Faur i Joan de Mansencal, president primer del Parlament de Tolosa.
En aquell mateix moment van tenir lloc les eleccions dels diputats als Estats-Generals, on Joan de Coras (protestant) tenia possibilitats de ser-hi elegit. El president primer del parlament, Joan de Mansencal (catòlic) li va encomanar també la instrucció del procés contra Martin Guèrra.
Joan de Mansencal sabia, pel testimoni d'un antic soldat, que Martin Guèrra havia perdut una cama en la batalla de Sant Quintí el 10 d'agost de 1557, mentre lluitava a les tropes espanyoles. Amb tot es va deduir que el desaparegut seria pensionista d'un establiment de l'Ordre de Sant Joan de Jerusalem i que seria relativament fàcil de trobar en el cas que encara fos viu.
A l'audiència del Parlament de Tolosa de Llenguadoc, Coras hi va convidar els juristes més grans de França, incloent a Michel de Montaigne i a Jean Papon. Davant d'aquest públic escollit, el triomf professional de Coras es va convertir en catàstrofe: el veritable Martin Guèrra va aparèixer en el mateix moment en què Coras acabava de declarar que Arnaud del Tilh es tractava realment de Martin Guèrra.
L'aparició del veritable Martin Guèrra va fer que les quatre germanes, Peire Guèrra i Bertranda acabessin reconeixent-lo i Arnaud Tilh no va tenir cap més remei que confessar finalment que era un impostor. La sentència pronunciada el 13 de setembre de 1560 va declarar culpable a Arnaud de Tilh i el va condemnar a pagar una indemnització i, finalment, a la pena de mort a la forca. Coras va ser ridiculitzat; ni tan sols va poder ser candidat a l'elecció com a diputat, on Mansencal sí que hi serà escollit.

### La història del veritable Martin
Durant la seva absència, el veritable Martin Guèrra sembla que se n'havia anat a Castella on hauria servit com a lacai del cardenal Francisco de Mendoza, a Burgos. Després havia entrat a l'exèrcit i havia estat enviat a Flandes, on hauria participat en la batalla de Sant Quintí el 10 d'agost de 1557. Allí l'havien ferit a una cama, que finalment li haurien amputat. La raó del retorn, just quan s'estava desenvolupant el procés, es desconeix. Inicialment, Martin Guèrra va refusar les excuses de la seva dona, afirmant que hauria d'haver reconegut que l'altre era un impostor.

## Comentaris i interpretacions
Actualment, la majoria dels analistes donen suport a la historiadora Natalie Zemon Davis, que afirma que Bertranda va participar silenciosament o explícitament en el frau perquè necessitava un marit i Arnaud la tractava bé. Els defensors d'aquesta tesi parlen de la improbabilitat de confondre un desconegut amb el seu propi marit i del suport que va aportar a l'impostor fins a l'últim moment. L'historiador Robert Finlay, no obstant això, va criticar aquesta tesi que va provocar un article en resposta per part de Natalie Zemon Davis.
Xavier François-Leclanché creu que el llibre de Joan de Coras és una justificació d'aquest magistrat que va ser enganyat pels seus companys. No obstant això, no sembla que hi pogués haver cap dubte sobre la identitat de l'acusat: de les 300 persones entrevistades, 280 van dir que el pres no era Martin Guèrra o que era directament Arnaud del Tilh. L'arribada del veritable Martin Guèrra a la sala d'actes del Parlament de Tolosa, precisament en el moment en què acabava de declarar-se el veredicte erroni, en presència de molts magistrats de totes les jurisdiccions (incloent a Montaigne i Jean Papon) va ridiculitzar enormement Joan de Coras. Aquesta aparició oportuna sembla que només podia haver estat organitzada pels mateixos parlamentaris.
En aquell moment, els parlamentaris tenien motius per a discutir: Michel de L'Hospital havia decidit les eleccions de diputats als Estats-Generals. Joan de Coras, un protestant, podria ser elegit. El veritable Martin Guèrra va ser trobat gràcies, primer, a un exsoldat que havia declarar que havia perdut una cama en la batalla de Sant Quintí, després gràcies a Antonin de Paula, el fill del qual, tercer gran mestre de l'Ordre de Sant Joan de Jerusalem, tenia la suficient influència com per a trobar el ferit en l'establiment de ferits on es trobés i garantir-li la impunitat per la seva traïció al rei de França per haver lluitat sota les ordres de la monarquia hispànica.
En aquell moment es van escriure dos relats del judici: un el va fer Guillaume le Sueur i l'altre Joan de Coras. A través dels segles, aquesta història ha anat fascinant a les diferents generacions d'escriptors. Montaigne, per exemple, en parla en els seus Assajos, mentre que Leibniz en treu un exemple. Bayle, nadiu de Le Carlar del Còmte, una població propera a Artigat, la utilitza per a il·lustrar la seva teoria sobre "els drets de la consciència errant". Alexandre Dumas i Narcisse Fournier en van escriure una versión. Jean-François Bladé, per la seva banda, va publicar el 1856 Le faux Martin Guerre a la Revue d'Aquitaine.

## Adaptacions
- El 1933 l'escriptor del Gers Armand Praviel va publicar per a Gallimard L'incroyable odyssée de Martin Guerre.
- El 1967, l'escriptora nord-americana Janet Lewis va publicar la novel·la La dona d'en Martin Guerre, i va aparèixer una òpera amb el mateix títol, amb música de William Bergsma i un llibret de Janet Lewis.
- El film de 1982 Le Retour de Martin Guerre, realitzat per Daniel Vigne en una trama coescrita per Natalie Zemon Davis i el guionista Jean-Claude Carrière, i interpretat pels actors Gérard Depardieu i Nathalie Baye. Es tracta d'una versió prou fidel a la història.
- El 1993 va aparèixer un remake americà, Sommersby, amb Jodie Foster i Richard Gere. La història tanmateix se situa aquest cop en el context de la Guerra de Secessió.
- El 1996, Alain Boublil i Claude-Michel Schönberg (els autors de la comèdia musical Les Misérables) van adaptar aquesta història en una comèdia musical i va ser representada a Londres i a Broadway.